# John W. Pehle
John W. Pehle (* 2. Februar 1909 in Minneapolis; † 24. März 1999 in Bethesda (Maryland)) war ein amerikanischer Rechtsanwalt und der erste Direktor des War Refugee Board in Washington. Für seine Verdienste bei der Rettung der Juden vor dem Holocaust wurde er mit der Congressional Gold Medal ausgezeichnet.

## Leben
Er studierte an der Creighton University in Omaha Englisch und machte seinen Abschluss in Rechtswissenschaften an der Yale University in New Haven (Connecticut). Er war von Professor Thurman Arnold und dem Rechtsrealismus beeindruckt. In Yale lernte er auch seine künftige Frau Frencha Elser kennen. 1934 zogen sie nach Washington und er war als Rechtsanwalt im Treasury Department tätig. Später wurde er Assistent des Finanzministers Henry Morgenthau und 1940 als Direktor für die Kontrolle des Auslandszahlungsverkehrs zuständig. Schon vor dem Überfall auf Pearl Harbor begann die Wirtschaftskriegsführung der Vereinigten Staaten und seine Abteilung kontrollierte die Kapitalströme mit kontinentaleuropäischen und asiatischen Ländern.
Am 25. Juni 1943 ging eine Anfrage vom State Department bezüglich Geldtransfers im Rahmen eines Hilfs- und Rettungsvorschlags des World Jewish Congress für Hilfslieferungen des Roten Kreuzes und Lösegeldzahlungen zum Freikauf von Juden aus Transnistrien beim Treasury Department ein. Pehle kam dadurch erstmals offiziell mit Aspekten des Holocaust in Berührung. Er unterstützte die vorgelegten Pläne gegen Widerstände und Verzögerungsversuche durch das State Department.
Als er und seine Mitarbeiter feststellen mussten, dass das State Department Zahlungen an jüdische Hilfsorganisationen weiterhin verzögerte und Nachrichten über den Holocaust in Europa unterdrückte, war er Mitverfasser des Report to the Secretary on the Acquiescence of This Government in the Murder of the Jews. Finanzminister Morgenthau legte eine entschärfte Version des Berichts dem Präsidenten Roosevelt vor und dieser nahm den Vorschlag an, eine eigenständige Rettungsagentur mit weitgehenden Rechten zu schaffen, und kam damit einer parlamentarischen Initiative getrieben von der Bergsongruppe zuvor. Im Januar 1944 wurde das War Refugee Board (WRB) durch Präsidialerlass gegründet und Pehle wurde zum Direktor der Agentur ernannt. Er drängte das Kriegsministerium am 8. November 1944 unter Vorlage einer Kopie der Auschwitz-Protokolle vergeblich zur Bombardierung des Vernichtungslagers Auschwitz-Birkenau, nachdem er zuvor derartige Pläne nur skeptisch an das Kriegsministerium weitergeleitet hatte.
Als zum Jahresende 1944 angesichts des sich abzeichnenden Sieges in Europa die Planungen zur Verwertung der dann überschüssig werdenden Militärvermögenswerte drängend wurden, beauftragte Morgenthau Pehle gegen dessen Willen mit der Leitung der neuen Abteilung Surplus Property and Procurement. Pehles Nachfolger im WRB wurde William O’Dwyer. Der WRB konnte nach Meinung des Holocaustforschers David Wyman bei der Rettung von 200.000 Juden mitwirken und Pehle beklagte mit seinem Mitstreiter DuBois, dass der WRB angesichts des Holocaust zu klein war und zu spät kam.
1946 verließ Pehle das Treasury Department und gründete mit Rechtsanwälten aus der WRB-Zeit in Washington die Kanzlei Pehle, Lesser, Mann, Riemer & Luxford spezialisiert auf internationales Wirtschaftsrecht.
Von Pehle sind keine Tagebücher und Memoiren überliefert und über seine Zeit im WRB gab er nur zurückhaltend Auskunft. Im Jahr 2006 wurde er posthum mit der Congressional Gold Medal für seine Verdienste um die Rettung der Juden geehrt.